# Scotland’s Haven
Scotland’s Haven (auch Gill’s Point oder Inner Sound genannt) ist eine Meeresbucht südlich des St John’s Point in Caithness im Norden von Schottland.
Luftaufnahmen zeigen in der Gezeitenbucht eine Kiesbank unmittelbar westlich des „Head of Crees“, die möglicherweise als Fischzaun diente und einen Landeplatz am südlichen Ende der Bucht schützte. Die flaschenförmige Bucht besitzt im Norden eine schmale, flache Einfahrt für Boote und öffnet sich nach Süden hin, wo sie möglicherweise als Hafen diente; der Namen „Scotland’s Haven“ lässt dies vermuten. Die Bucht ist in Nord-Süd-Richtung 350 Meter lang und bis zu 150 Meter breit.